# アンドレイ・ラズモフスキー
アンドレイ・キリロヴィチ・ラズモフスキー伯爵のち公爵（Andrey Kirillovich Razumovsky, ロシア語: Андре́й Кири́ллович Разумо́вский, Rasumovsky; ウクライナ語: Андрі́й Кири́лович Розумо́вський, Andriy Kyrylovych Rozumovskyi 1752年11月2日 - 1836年9月23日）は、ロシアの外交官。ウィーンにおいて長い年月を過ごした。英語文献において名前がアルファベット転写される場合、綴りにはRazumovskyやRasoumoffsky、Rasoumoffskyなどの揺らぎがみられる。このうち最後のものは1815年のパリ条約とウィーン会議においてイギリス政府がフランス語から公式に転記した際に用いた綴りである。

## 生涯
ラズモフスキーはザポロージャ最後のヘーチマンであったキリル・ラズモフスキーと、ロシア皇帝エリザヴェータの従姉妹であったエカチェリーナ・ナルイシキナの間に生まれた。また、「夜の皇帝」と呼ばれたアレクセイ・ラズモフスキーの甥にあたる。ネフスキー大通りに位置するキリル・ラズモフスキーの後期バロック様式の宮殿はサンクトペテルブルクの目立たぬ史跡である。
1792年、ウィーンのハプスブルク家宮廷でのロシア外交官に任命されたが、これはナポレオンの時代には外交官として極めて重要な役職のひとつだった。
1814年にヨーロッパへ秩序を取り戻したウィーン会議において首席交渉官を務め、ポーランドにおけるロシアの権益を主張した。翌1815年には公爵に叙せられるも後述の火事で環境が一変し、ウィーンで隠遁生活を送り1836年に没した。

## 芸術への支援
1808年にシュパンツィヒ四重奏団を創設、イグナーツ・シュパンツィヒ、ルイーズ・ジーナ（Louis Sina）、フランツ・ヴァイス、ヨーゼフ・リンケを団員に迎えた。ラズモフスキー自身も卓越したアマチュアのヴァイオリニストであり、さらにウクライナのテオルボであるtorbanの優れた奏者としても知られていた。4つのtorbanを所有していたことがわかっており、そのうちのひとつはウィーンの美術史美術館に保管されている。1806年にルートヴィヒ・ヴァン・ベートーヴェンに3つの弦楽四重奏曲を委嘱（ラズモフスキー第1番、第2番、第3番）、これによってラズモフスキーの名は広く知られるようになった。彼はベートーヴェンへ各曲に「ロシアの」主題を使用するよう依頼し、これに応えて最初の2曲にはウクライナの主題が用いられた。
ラズモフスキーは新古典主義の宮殿をウィーン市街地に近接したラントシュトラーセに私財を投じて建設、屋内をアンティークから同時代の芸術作品で満たした。設計を担ったのはLouis Montoyerである。1814年12月31日、皇帝アレクサンドル1世を名誉招待客に迎えた舞踏会の準備中、建て増しされた仮設の舞踏場から火の手が上がり、舞踏場が炎に包まれるとともに宮殿裏手で部屋を埋めていた美術品が焼失した。
ベートーヴェンのパトロンのひとりであったフランツ・ヨーゼフ・マクシミリアン・フォン・ロプコヴィッツ侯爵とは義理の兄弟であった。また、最初の夫人であったエリザベート・フォン・トゥーンはカール・アロイス・フォン・リヒノフスキー侯爵の義理のきょうだいである。ウィーンのラズモフスキー宮殿に面した通りは、1862年にラズモフスキーガッセ（Rasumofskygasse）と名付けられた。ラズモフスキーの生誕260周年にあたる2012年より、バトゥールィン（ウクライナ・チェルニーヒウ州）のラズモフスキー宮殿においてアンドレイ・ラズモフスキー音楽祭が開催されている。